# Úlfr Uggason
Úlfr Uggason est un scalde islandais de la fin du Xe siècle. Il est l'auteur de la Húsdrápa (« Drápa de la maison »). 

## Œuvre
Trois mythes sont évoqués dans les douze strophes et demi-strophes de ce poème qui ont été conservées : les funérailles de Baldr, Thor pêchant Jörmungand et le combat de Heimdall et de Loki. La Laxdæla saga (29) indique que ces mythes étaient gravés sur les murs d'une pièce de la ferme d'Óláfr pái (« paon ») Höskuldsson à Hjarðarholt. Le poème qui les décrit fut récité lors du mariage de la fille d'Óláfr : 

« Il y avait à cette noce Úlfr Uggason qui avait composé un poème sur Óláfr Höskuldsson et sur les légendes qui étaient représentées dans l'eldhús, et il le récita là, à la noce. On appelle ce poème Húsdrápa et il est bien composé. Óláfr récompensa bien ce poème. »

— Saga des chefs du Val-au-Saumon, traduction de Régis Boyer
En dehors de cet épisode, la vie d'Úlfr est peu connue. Le Landnámabók donne le nom et l'ascendance de sa femme, Járngerðr. Il joue aussi un rôle mineur dans la Brennu-Njáls saga. Au chapitre 60, à l'occasion d'un procès, il est défié en duel par Gunnar de Hlíðarendi. Au chapitre 102, le scalde Þorvaldr veili, qui a réuni une troupe pour assassiner le missionnaire Þangbrandr (en), lui demande son aide, mais Úlfr refuse d'être impliqué. Il compose à cette occasion une lausavísa qui est, avec la Húsdrápa, tout ce qui subsiste de son œuvre.

## Note
1. ↑  Saga des chefs du Val-au-Saumon. In : Sagas islandaises. Textes trad., présentés et annotés par Régis Boyer. Paris : Gallimard, 2000. (Bibliothèque de la Pléiade).  (ISBN 2-07-011117-2).